# Matthew Elias
Matthew Elias, född den 25 april 1979, är en brittisk friidrottare som tävlar i häcklöpning främst 400 meter häck. 
Elias deltog vid Samväldesspelen 2002 där han blev silvermedaljör på tiden 49,28. Han deltog även vid EM 2002 där han blev utslagen redan i försöken på 400 meter häck. Däremot vann han guld på 4 x 400 meter tillsammans med Jared Deacon, Jamie Baulch och Daniel Caines.
Han deltog även vid Samväldesspelen 2006 men blev denna gång utslagen i semifinalen på 400 meter häck.

## Personliga rekord
- 400 meter häck - 49,11